# Sainte-Agathe-d'Aliermont
Sainte-Agathe-d'Aliermont é uma comuna francesa na região administrativa da Normandia, no departamento de Sena Marítimo. Estende-se por uma área de 8,03 km². Em 2010 a comuna tinha 311 habitantes (densidade: 38,7 hab./km²).